# Dianne Reeves

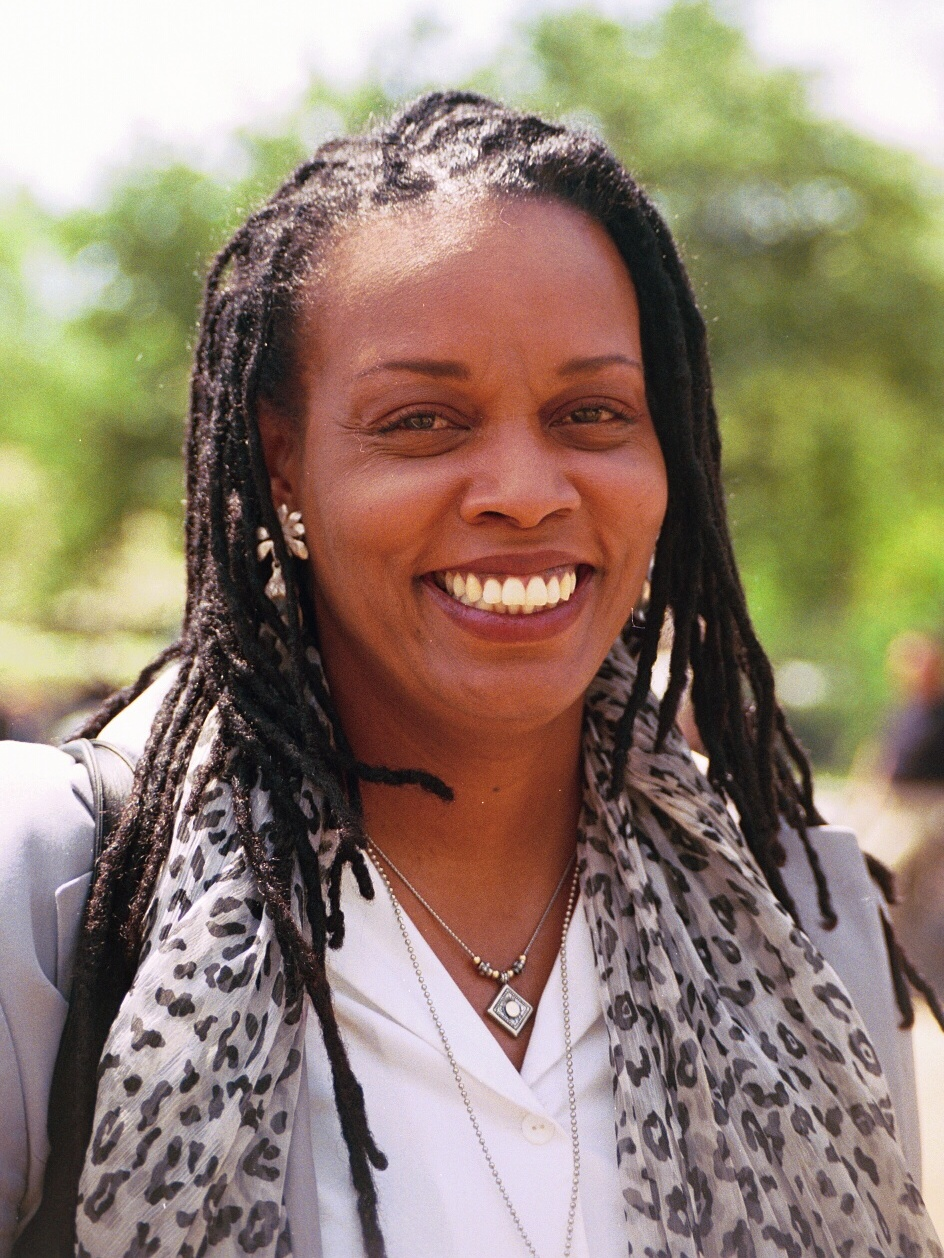
Dianne Reeves (2010)

Dianne Reeves (* 23. Oktober 1956 in Detroit, Michigan) ist eine US-amerikanische Jazzsängerin und Songautorin. Sie lebt in Denver, Colorado.

## Leben

### Kindheit
Reeves stammt aus einer sehr musikalischen Familie. Ihr Vater war ebenfalls Sänger. Er starb an Krebs, als Reeves zwei Jahre alt war. Ihre Mutter Vada Swanson war eine Krankenschwester und spielte Trompete. Aufgewachsen ist Reeves jedoch zusammen mit ihrer Schwester Sharon bei ihrer Großmutter in Denver. Ihr Cousin George Duke war ein bekannter Pianist und Plattenproduzent, der für sie auch viele Platten produziert hatte. Als Kind bekam sie Klavierunterricht und sang eher so nebenbei. Mit 11 Jahren begann Reeves dann, sich für das Singen mehr zu interessieren. Sie wuchs in den 1960ern während des Vietnamkrieges und der Bürgerrechtsbewegung auf, im Radio lief die Musik von Motown. Glücklicherweise hatte sie eine inspirierende Lehrerin, die dachte, der beste Weg, um Studenten zusammenzubringen, sei durch Musik. So schuf die Lehrerin eine Show mit allen Studenten, Lyriks und Songs und Reeves entdeckte dort ihre Liebe zur Musik und vor allem, dass sie wirklich Sängerin werden wollte.
Charles Burrell, ein Onkel von Dianne Reeves, der im Denver Symphonieorchester Bass spielte, gab ihr eines Tages mehrere Jazzplatten von Ella Fitzgerald bis Billie Holiday u. a. zum Anhören. Darunter war Sarah Vaughans Album Sarah Vaughan sings Michel Legrand, bei dem ihre Begeisterung und Faszination für die Sängerin Sarah Vaughan entflammte. Seitdem hörte und beschäftigte sie sich eine Zeitlang nur noch mit Jazzmusik.

### Ausbildung und Karrierebeginn
Mit 18 Jahren schloss sich Reeves 1974 in der George Washington Highschool in Denver/Colorado einer Schul-Bigband an. Im gleichen Jahr trat sie mit der Band bei einem Musikwettbewerb auf (Convention of the National Association of Jazz Educators). Ihre Band gewann den Wettbewerb und sie wurde prompt vom Fleck weg von dem Trompeter Clark Terry entdeckt, der sie seitdem als ihr Mentor unter seine Fittiche nahm. Er lud sie ein, mit seinen Freunden, bekannten Musikern, zu musizieren. 1975 studierte sie ein Jahr lang Musik an der Universität von Denver, bevor sie 1976 nach Los Angeles übersiedelte. Dort wuchs ihr Interesse an latein-amerikanischer Musik. Sie begann, mit den verschiedensten Musikrichtungen zu experimentieren und beschloss endgültig, Sängerin zu werden. Sie traf Leute wie Eduardo del Barrio, trat eine Weile mit seiner Gruppe Caldera auf und sang in Billy Childs’ experimenteller Jazzband Night Flights. Später ging sie mit Sérgio Mendes auf Welttournee.

### Weltkarriere
1983 bis 1986 tourte sie mit Harry Belafonte, der sie als Leadsängerin förderte und in eine Band von Musikern rund um die ganze Welt nahm. Ihre erste Erfahrung mit Worldmusic, dessen Stil von Calypsomusik bis hin zum Jazz geht.
1987 unterzeichnete sie als erste einen Vertrag bei dem wiederbelebten Jazzlabel Blue Note Records.
1992 zog sie von Los Angeles zurück nach Denver.
2002 trat sie bei der Schlusszeremonie der Olympischen Winterspiele in Salt Lake City auf. Ebenfalls hatte sie einen musikalischen Gastauftritt in einer Staffel der bekannten Fernsehserie Sex and the City.
2003 wurde ihr der Job als Organisatorin der Jazzkonzerte in der Los Angeles Philharmonie angeboten. In der Silvesternacht 2003/2004 trat sie mit den Berliner Philharmonikern unter Leitung von Sir Simon Rattle in der Berliner Philharmonie auf.
2005 trat Dianne Reeves in George Clooneys Film Good Night, and Good Luck. als Sängerin auf. 2006 gewann sie den Grammy in der Kategorie „Best Jazz Vocal Album“ für den Soundtrack zum Film.
Oft zu Gast ist sie auf dem North Sea Jazz Festival in Den Haag in Holland, der Avo Session in Basel oder den Leverkusener Jazztagen.

## Preise und Auszeichnungen

### Grammy
- 2001 In the Moment – Best Jazz Vocal Performance
- 2002 The Calling – Best Jazz Vocal Performance
- 2003 A Little Moonlight – Best Jazz Vocal Performance
- 2006 Good Night, And Good Luck – Best Jazz Vocal Album – Soundtrack
- 2015 Beautiful Life – Best Jazz Vocal Album

Sie ist die erste Sängerin, die in drei aufeinander folgenden Jahren (2001–2003) Grammys gewonnen hat.

### Andere Preise und Auszeichnungen
Reeves erhielt auf dem Montreal International Jazz Festival den Ella Fitzgerald Award. 2003 wurde sie vom Berklee College of Music in Boston mit einem Honorary Doctor of Music Degree geehrt; 2015 wurde ihr der Ehrendoktortitel (Honorary Doctor of Music) der Juilliard School, New York, verliehen. 2025 wurde sie mit der German Jazz Trophy ausgezeichnet.

## Diskographie
- 1977 – Welcome to My Love
- 1987 – Better Days
- 1988 – I Remember
- 1990 – Never Too Far
- 1991 – Dianne Reeves
- 1993 – Art & Survival
- 1994 – Quiet After the Storm (war 1995 für einen Grammy nominiert)
- 1995 – Peter Herbolzheimer RC&B: Colours of a Band (Special Guest: Dianne Reeves)
- 1996 – The Grand Encounter
- 1996 – Palo Alto Sessions
- 1997 – That Day…
- 1997 – New Morning (Live)
- 1999 – Bridges
- 2000 – In the Moment: Live in Concert (Ihre erste Live-CD, mit der sie 2001 auch ihren ersten Grammy gewann)
- 2002 – The Calling: Celebrating Sarah Vaughan (Eine Hommage aus ihrer Perspektive an ihr großes Vorbild Sarah Vaughan und eines ihrer umfangreichsten Projekte bisher)
- 2002 – Best of Dianne Reeves (eine Zusammenstellung ihrer Hits)
- 2003 – A Little Moonlight (gewann den dritten Grammy 2004)
- 2004 – Christmas Time is Here (erste Weihnachts-CD)
- 2006 – Good Night, And Good Luck (Soundtrack zum gleichnamigen Film)
- 2007 – Music for Lovers
- 2008 – When You Know
- 2013 – Beautiful Life (Concord)
- 2016 – Light Up the Night: Live in Marciac (Concord)